# Micheline Montreuil
Vous pouvez aider à l'améliorer ou bien discuter des problèmes sur sa page de discussion.
- Il semble être autobiographique ou autocentré et avoir fait l'objet de modifications substantielles, soit par le principal intéressé, soit par une personne en lien étroit avec le sujet. Il peut être nécessaire de l'améliorer pour respecter le principe de neutralité de point de vue. (Marqué depuis octobre 2020)

Vous pouvez aider à l'améliorer ou bien discuter des problèmes sur sa page de discussion.
- Il ne cite pas suffisamment ses sources. Vous pouvez indiquer les passages à sourcer avec {{référence nécessaire}} ou {{Référence souhaitée}}, et inclure les références utiles en les liant aux notes de bas de page. (Marqué depuis août 2024)
- Sa forme n’est pas encyclopédique et ressemble trop à un curriculum vitæ. Modifiez le texte pour aider à le transformer en article neutre. (Marqué depuis février 2024)

- Archive Wikiwix
- Bing
- Cairn
- DuckDuckGo
- E. Universalis
- Gallica
- Google
- G. Books
- G. News
- G. Scholar
- Persée
- Qwant
- (zh) Baidu
- (ru) Yandex
- (wd) trouver des œuvres sur Wikidata

Hélène Montreuil ou Hélène Micheline Montreuil ou Micheline Montreuil, est une femme trans avocate, professeure, syndicaliste, auteure, animatrice de radio, conférencière et femme politique québécoise.
Elle se fit connaître entre autres par ses luttes judiciaires pour faire valoir ses droits en tant que femme et personne trans, principalement devant le Tribunal canadien des droits de la personne, la Cour supérieure du Québec et la Cour d'appel du Québec. Elle a popularisé au Québec le néologisme transgenre, tant devant les tribunaux que dans les médias pour désigner sa situation particulière. Il s'agit d'une adaptation du mot anglais transgender.
De 1986 au 9 septembre 2016, elle utilise le prénom de Micheline et se fait connaitre publiquement sous le nom de Micheline Montreuil. Depuis le 9 septembre 2016, elle utilise seulement le prénom de Hélène et se fait connaitre uniquement sous le nom de Hélène Montreuil.

## Biographie
Hélène Montreuil est née en 1952 dans la ville de Québec.
Elle fait ses études en droit civil à l'Université Laval, en Common Law à l’Université du Manitoba et à l’Université d’Ottawa, en relations industrielles à l'université de Paris I - Panthéon-Sorbonne, en administration à l'Université Laval, en éducation et en éthique à l’Université du Québec à Rimouski. Elle travaille principalement comme avocate en pratique privée depuis 1976 et comme professeure de droit, de gestion et d’éthique depuis 1978.
Elle est l’auteure de plusieurs livres en droit et en gestion.
- 1986 : Droit des affaires,  (ISBN 2-89105-214-5)
- 1990 : Organisation et dynamique de l'entreprise» en collaboration,  (ISBN 2-89328-009-9)
- 1991 : Initiation au droit commercial,  (ISBN 2-89105-337-0)
- 1993 : Organisation et dynamique de l'entreprise - Approche systémique» en collaboration,  (ISBN 2-89328-009-9)
- 1994 : Le droit, la personne et les affaires,  (ISBN 2-89105-522-5)
- 2012 : Les affaires et le droit,  (ISBN 9-782-89366-665-5)
- 2020 : Les affaires et le droit, 2e édition  (ISBN 9-780-43347-946-8)

En 1986, elle commence à utiliser le prénom « Micheline »

## Batailles judiciaires
En 1997, Micheline Montreuil commence sa bataille judiciaire pour obtenir la reconnaissance du nom de Micheline Montreuil. Cette démarche débute par une première demande formelle de changement de nom déposée auprès du Directeur de l'état civil du Québec en novembre 1997, suivie d'une seconde en juin 1998, toutes deux rejetées au motif que le prénom souhaité, considéré comme féminin, ne pouvait être légalement ajouté tant que le processus de changement de sexe n'était pas complété et attesté par des documents médicaux. À cette époque, bien que le prénom Micheline soit largement utilisé dans la vie quotidienne de Montreuil, apparaissant notamment sur son passeport, son numéro d'assurance sociale et plusieurs cartes d'identité, l'acte de naissance demeurait au nom de Pierre Montreuil, de sexe masculin,. Refusant d’accepter ces décisions administratives, Montreuil poursuit sa requête devant la Cour supérieure du Québec, où elle essuie de nouveaux refus en septembre et en octobre 1998,. La bataille judiciaire se prolonge ensuite en Cour d'appel du Québec, puis jusqu'à la Cour suprême du Canada, dans une tentative de faire reconnaître légalement son prénom d'usage.
Le 7 novembre 2002, Thérèse Rousseau-Houle, Jacques Delisle et Benoît Morin de la Cour d'appel du Québec rendent un jugement sous le numéro 200-09-003658-017, par lequel ils ajoutent le prénom Micheline à son acte de naissance.
À la même époque, Micheline Montreuil se fait connaître pour ses batailles contre la discrimination dans l’emploi à l’encontre des personnes transgenres. Dans un jugement rendu par le Tribunal canadien des droits de la personne contre la Banque nationale du Canada (décision 2004 TCDP 7 du 5 février 2004), le Tribunal fait sienne la position de Micheline Montreuil à l’effet qu’il y a de « subtiles odeurs de discrimination » pour démontrer les tactiques utilisées par la Banque pour lui refuser illégalement un emploi et reconnait que la Banque nationale du Canada avait agi de manière discriminatoire à son endroit.
Dans un deuxième jugement rendu en sa faveur contre le Comité des griefs des Forces canadiennes, le Tribunal canadien des droits de la personne a conclu que le refus de retenir la candidature de Micheline Montreuil à un poste d'agent de griefs, malgré sa qualification au concours, constituait une discrimination fondée sur le sexe. Dans cette décision datée du 20 novembre 2007 (2007 TCDP 53), le Tribunal évoque notamment de « subtiles odeurs de discrimination » et estime que l'argument invoqué par le Comité, à savoir l'insuffisance de plaintes francophones, n'était qu'un prétexte pour écarter la candidate. L'organisme fédéral a été condamné à verser à Montreuil des indemnités totalisant plus de 44 000 $, plus les intérêts.
Elle a également commenté à la télévision plusieurs cas impliquant des personnes LGBT ou des cas de discrimination.

## Engagement syndical
De 2004 à 2005, Micheline Montreuil est la présidente de la Section 225 du SFPQ, le Syndicat de la fonction publique du Québec et de 2021 à 2025, Hélène Montreuil est la présidente du Syndicat des chargés et chargées de cours de l'Université du Québec à Rimouski.

## Engagement politique
De 2006 à 2008, Micheline Montreuil est coprésidente de la commission LGBT du Nouveau Parti démocratique du Canada.

## Engagement social
De 2000 à 2002, elle est présidente de l'Association des étudiants et étudiantes des 2e et 3e cycles en droit de l'Université Laval.
De 2001 à 2003, elle est membre des conseils d'administration du Fonds canadien des droits de la personne et d'Egale Canada, deux organisations canadiennes œuvrant pour la reconnaissance de l'égalité des droits pour les personnes lesbiennes, gays, les bisexuelles et transgenres ou LGBT.
De 2008 à 2012, Micheline Montreuil est la représentante de la Coalition gaie et lesbienne du Québec auprès de l'ECOSOC, le Conseil économique et social des Nations unies.
Depuis 2016, Hélène Montreuil est membre du Comité LGBT du Barreau du Québec.